# Daktylospora pasożytnicza

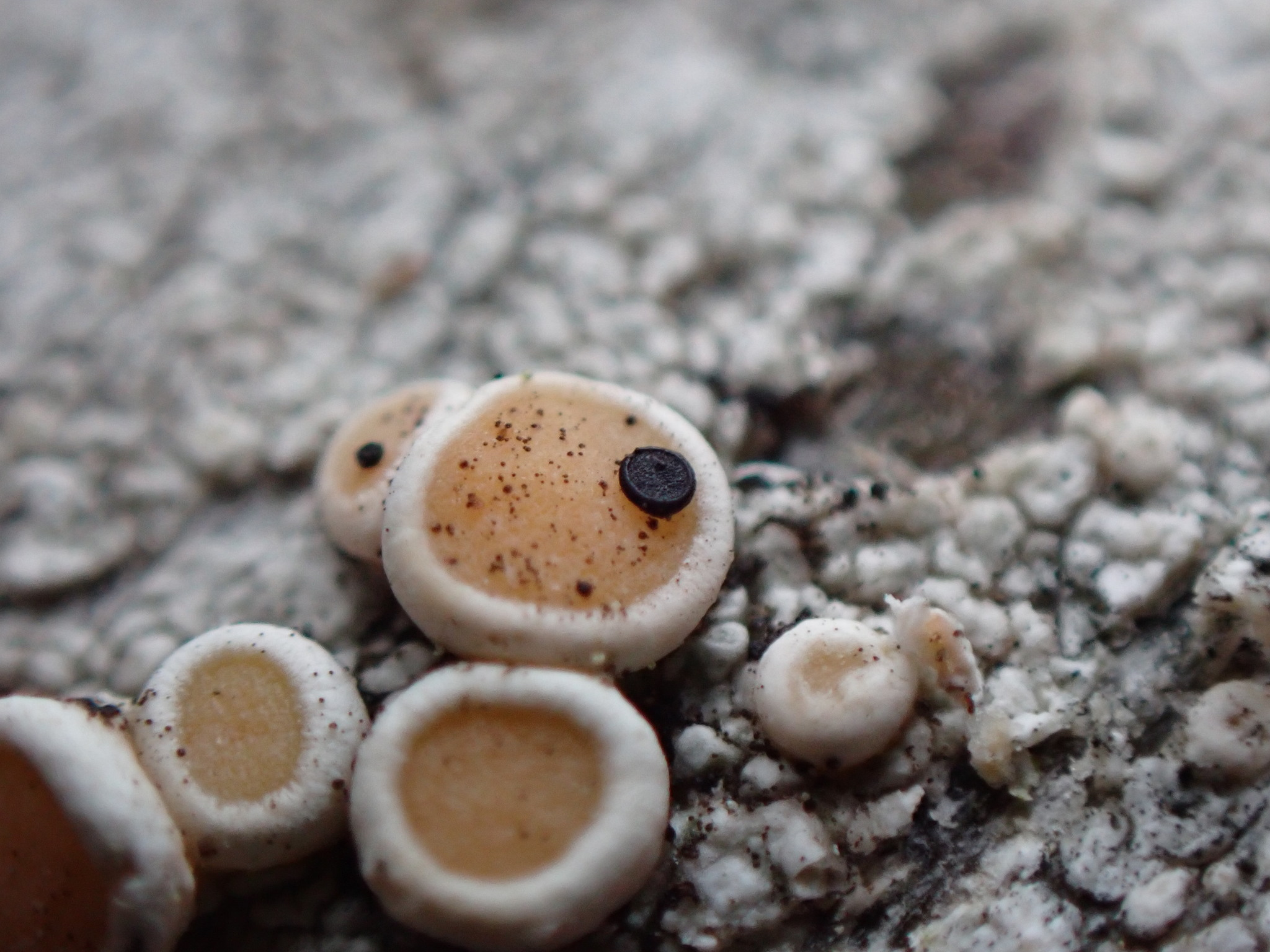
Owocnik Sclerococcum parasiticum na owocniku porostu Pertusaria

Daktylospora pasożytnicza (Sclerococcum parasiticum (Flörke) Ertz & Diederich) – gatunek grzybów należący do monotypowego rzędu Sclerococcales. Grzyb naporostowy.

## Systematyka i nazewnictwo
Pozycja w klasyfikacji według Index Fungorum: Sclerococcaceae, Sclerococcales, Sclerococcomycetidae, Eurotiomycetes, Pezizomycotina, Ascomycota, Fungi.
Po raz pierwszy opisał go w 1819 r. Heinrich Gustav Flörke nadając mu nazwę Lecidea parasitica. W 2018 r. Damien Ertz i Paul Diederich przenieśli go do rodzaju Sclerococcum.
Synonimy:
- Buellia parasitica (Flörke) Th. Fr. 1861
- Dactylospora parasitica (Flörke) Arnold 1887
- Lecidea parasitica Flörke 1819
- Lecidea punctata var. parasitica (Flörke) Rabenh. 1845
- Leciographa parasitica (Flörke) H. Olivier 1906[3].

Polska nazwa według W. Fałtynowicza. Jest niespójna z aktualną nazwą naukową, gdyż podał ją dla synonimu Dactylospora parasitica.

## Morfologia
Owocnik
Czarne, spłaszczone, siedzące apotecjum, mniej więcej okrągłe, o średnicy 0,3–0,8 mm, z cienkim wystającym, czerwonawo-brązowym na przekroju brzegiem o grubości 25–50 µm.
Cechy mikroskopowe.
Komórki ekscypulum ułożone w niewyraźne promieniste rzędy, złożone z niemal kulistych lub elipsoidalnych komórek o średnicy do 10 µm. Hymenium szkliste, o wysokości 50–65 µm. Parafizy septowane, o szerokości ok. 2 µm, tylko w górnej części czasami z odgałęzieniami, z końcówkami powiększonymi do 5 µm, ciemnoczerwono-brązowo pigmentowanymi. Hypotecjum czerwonawo-brązowe lub blade z pigmentowanymi plamami, złożone z krótkokomórkowych, przeplatanych strzępek o długości 30-60 µm. Worki szeroko cylindryczne lub maczugowate, 40–55 × 8–12 µm, 8-zarodnikowe. Askospory w stanie dojrzałym brązowe, przeważnie 3-przegrodowe, ale czasami 1- lub 2-przegrodowe, często lekko zwężone na przegrodach, 9–15 × 3,5–5 µm. Anamorfa nieznana.

## Występowanie i siedlisko
Podano stanowiska Sclerococcum parasiticum w Ameryce Północnej, Europie i Azji, najwięcej w Europie. Jest pasożytem porostów. W Polsce podano występowanie na plesze takich gatunków jak: Violella fucata, Ochrolechia turneri, Lepra albescens, Pertusaria pertusa.